# 塔克魯納海崖
塔克魯納海崖（英語：Takrouna Bluff），是南極洲的海崖，位於維多利亞地的彭內爾海岸，處於加拉塔斯峰西南面11公里，屬於弗賴貝格山脈中阿拉曼山脈的一部分，由新西蘭探險隊命名，現時由南極條約體系管理。